# Kutchviken
Kutchviken (engelska Gulf of Kutch, hindustani कच्छ की खाड़ी / Kachchh) är en bukt av Arabiska havet vid Indiens västkust. Den ligger i delstaten Gujarat.